# Gian Francesco Malipiero
Gian Francesco Malipiero (Venezia, 18 marzo 1882 – Treviso, 1º agosto 1973) è stato un compositore italiano. È stato un esponente della cosiddetta "generazione dell'Ottanta".

## Biografia

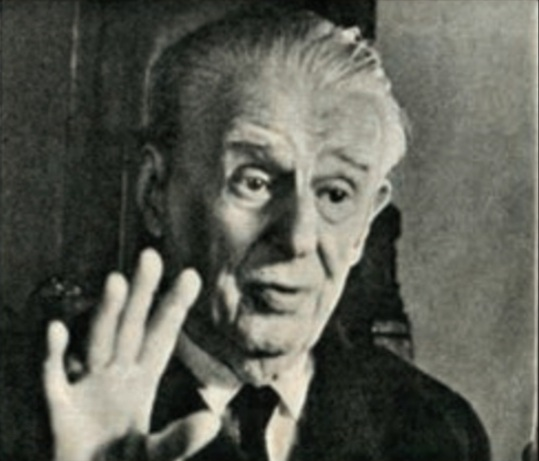
Gian Francesco Malipiero all'età di 90 anni. Da "Oggi Illustrato" dell'8 aprile 1972.

Figlio di Luigi (1853-1918) e della contessa Emma Balbi (1852-1940), proveniva da una famiglia di musicisti: il padre era pianista e direttore d'orchestra, a sua volta figlio di Francesco, operista apprezzato da Gioachino Rossini, i fratelli Riccardo ed Ernesto furono rispettivamente violoncellista e violinista. A nove anni iniziò lo studio del violino. Dopo la separazione dei genitori, nel 1893, seguì il padre a Trieste, Berlino e Vienna; nel conservatorio di quest'ultima città, nel 1898, studiò armonia con Stefan Stocker (1845-1910), ma non venne ammesso ai corsi di violino. Tornato dalla madre a Venezia nel luglio 1899, fino al 1902 frequentò le lezioni di composizione al liceo musicale "Benedetto Marcello" sotto la guida di Marco Enrico Bossi e quelle di armonia con Gian Giuseppe Bernardi. Nell’agosto del 1902, iniziò a recarsi ripetutamente alla Biblioteca Marciana a consultare manoscritti di Claudio Monteverdi e di altri autori antichi, tanto che, dal 28 agosto 1902, gli elenchi delle firme dei visitatori iniziano a portare ripetutamente il nome di Malipiero. Quando Bossi passò al liceo musicale "Martini" di Bologna, lo seguì a Bologna, dove si diplomò nel 1904 presentando la composizione per orchestra "Dei sepolcri". Al 1904 risalgono i primi contatti col bolognese Ottorino Respighi e a Bologna, l'11 aprile 1905, ebbe modo di ascoltare Morte e trasfigurazione di Richard Strauss sotto la direzione di Toscanini. Nel 1904 Malipiero iniziò la collaborazione con il compositore triestino Antonio Smareglia, e a Trieste conobbe anche il poeta Silvio Benco.
Tra il 1906 e il 1909 Malipiero si recò tre volte a Berlino, dove seguì alcune lezioni di Max Bruch, conobbe Ferruccio Busoni ed ascoltò il Pelléas et Melisande di Debussy nel 1908 e, a Dresda assistette alla prima di Elektra di Richard Strauss. Nel 1913 si recò per alcuni mesi a Parigi entrando in contatto con Casella, Ravel e D'Annunzio ed assistendo alla prima de Le Sacre du Printemps di Stravinskij.
Dal 1921 al 1924 insegna al conservatorio di Parma. I suoi interessi per la musica antica italiana culminano nell'edizione completa delle opere di Claudio Monteverdi (16 voll. Asolo 1926-1942). Si ritira quindi per la prima volta ad Asolo per dedicarsi esclusivamente alla composizione.
Nel 1932 è insegnante nel Liceo musicale di Venezia (poi Conservatorio Statale), che dirigerà dal 1939 al 1952. Svolge anche attività didattica dal 1936 all'Università di Padova, città dove dirige l'Istituto Musicale Pollini.
Il 24 marzo 1934 ha luogo la prima rappresentazione italiana, al Teatro dell'Opera di Roma, de "La favola del figlio cambiato", su testo di Luigi Pirandello, interpreti Florica Cristoforeanu e Alessio De Paolis, direttore d’orchestra Gino Marinuzzi: vi assiste Benito Mussolini, il quale si infuria per una scena che si svolge in una casa di tolleranza. Dopo questo episodio burrascoso, il regime fascista ne vieta ogni ripresa nei teatri italiani.
Gli anni Trenta e Quaranta vedono Malipiero imporsi come autore di opere liriche, che vengono rappresentate con una certa fortuna sia in Italia che all'estero.
Degna di nota la sua fitta corrispondenza,in particolare tra il 1934 e il 1938 con il noto artista napoletano Giuseppe Parmiciano, compositore e primo violino dell'orchestra del regio Teatro San Carlo con il quale manterrà una collaborazione e sincera amicizia anche negli anni successivi alla guerra.

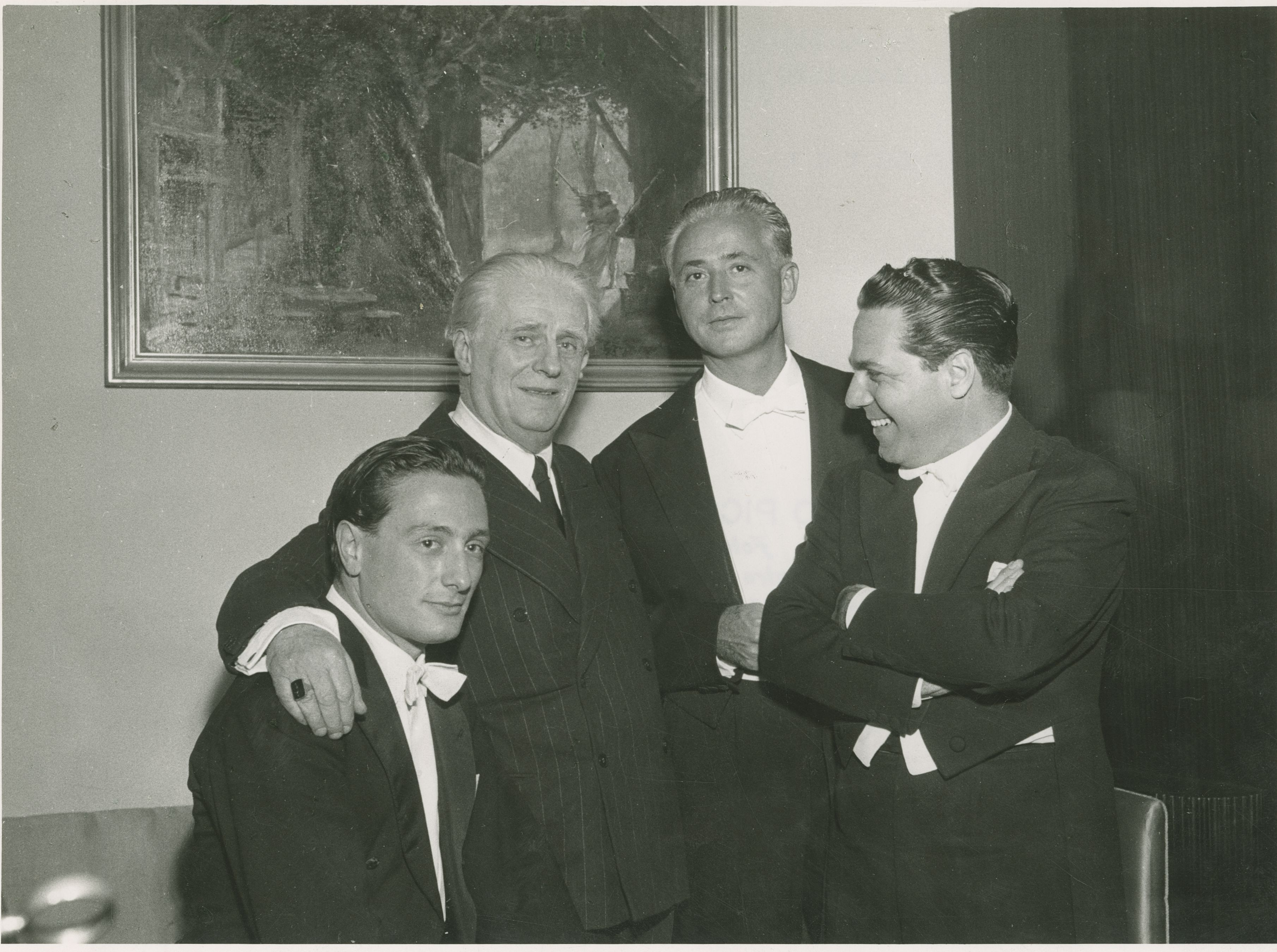
Gian Francesco Malipiero (il secondo da sinistra) con i solisti Gino Gorini, Massimo Amfiteatrof e Franco Lulli. Milano, 1954.

Trascorre a Venezia il periodo dell'occupazione nazista in Italia (1943-1945)  e, come direttore del Liceo musicale (poi Conservatorio) Benedetto Marcello, si adopera per trarre in salvo allievi e docenti dal reclutamento e dai campi di concentramento.
Nel 1949 ottiene la nomina a membro del National Institute of Arts and Letters di New York.
Nel 1952 si ritira nuovamente ad Asolo per dedicarsi alla composizione. Negli anni successivi è impegnato in commissioni di concorsi di composizione anche a livello internazionale; ad esempio coadiuva Nadia Boulanger ed altri artisti nella selezione delle partiture per l'inno olimpico, nel contesto di un concorso finanziato dal principe Pierre de Polignac.
Nel 1964 muore Anna Wright, la sua seconda moglie.
Il 12 giugno 1965 all'Auditorium di Via della Conciliazione a Roma, assiste ad un concerto insieme con i compositori Darius Milhaud e Igor Stravinskij, su invito di Papa Paolo VI: i tre artisti rappresentano, in tale occasione, le fedi cattolica, ebraica ed ortodossa.
L'8 dicembre dello stesso anno, in occasione della chiusura del Concilio Vaticano II, è tra i destinatari del "messaggio agli artisti" da parte di Paolo VI, congiuntamente a Jacques Maritain, Pierluigi Nervi e Giuseppe Ungaretti. 
Si risposa per la terza volta nel 1967, con Giulietta Olivieri.
Chiude la sua ultradecennale attività di compositore nel dicembre 1971, con un breve Agnus Dei per soprano e organo.
Nel marzo del 1972 la SIAE lo omaggia con una targa d'oro per festeggiarne il 90º compleanno e la lunghissima attività artistica.
La morte sopraggiunge il 1º agosto del 1973 all'ospedale Ca' Foncello di Treviso, dove era stato ricoverato per problemi cardiaci. Riposa ad Asolo, in una cripta nel giardino della sua villa, accanto alla terza moglie Giulietta Olivieri (1912-1996).

## Percorso artistico
Opere principali della sua prima fase creativa sono: Sinfonia degli eroi (1905), Sinfonia del mare (1906), Sinfonie del silenzio e della morte (1908) e l'opera Canossa (composta nel 1911, rappresentata a Roma nel 1914).
Le Impressioni dal vero per orchestra (I-III 1910, IV-VI 1915, VII-IX 1922) mostrano un orientamento verso un'espressione più libera, analoga a quella che egli conobbe nelle opere di Debussy e Ravel, durante un suo lungo soggiorno a Parigi.
Malipiero è stato anche un ottimo prosatore, fine polemista, critico musicale, autore di raffinate memorie. Il suo epistolario, conservato con altri materiali d'archivio presso la Fondazione Giorgio Cini di Venezia, testimonia la sorprendente vastità dei suoi contatti nazionali ed internazionali, da Giovanni Comisso a Graham Greene, da Paola Masino ad Aurel Milloss e Luchino Visconti.
La sua produzione abbraccia i più diversi generi musicali, dalle sinfonie (undici numerate, oltre ad altre sei), ai concerti (sei per pianoforte, due per violino, uno per violoncello, uno per flauto, uno per trio con pianoforte), alla musica da camera, nella quale emergono gli stupendi otto quartetti per archi, che sono da annoverare tra le più insigni pagine del Novecento che siano state scritte per tale formazione, assieme a quelli di Béla Bartók e Dmitrij Šostakovič. Nel fittissimo corpus dell'opera di Malipiero spiccano anche gli otto Dialoghi, composti tra il 1955 e il 1957, destinati alle più differenti formazioni, dal semplice duo all'orchestra sinfonica con strumento solista.
Nella sua immensa produzione teatrale spiccano L'Orfeide (1925), che comprende le Sette Canzoni (1920 al Palais Garnier di Parigi come Sept chansons), il Torneo notturno (1931), I Capricci di Callot (1942), Le metamorfosi di Bonaventura (1966). Fu inoltre autore prolifico di musica corale e vocale da camera e di molti pezzi da camera per complessi diversi. In un catalogo così ampio, non mancano pagine di secondaria importanza.
Malipiero curò inoltre la pubblicazione dell'opera omnia di Claudio Monteverdi e contribuì alla valorizzazione dell'opera di Antonio Vivaldi, del quale, dal 1947, diresse l'edizione dell'opera omnia strumentale. Diede alle stampe libri sull'orchestra, sul teatro musicale, su Stravinskij e memorie.

## Stile

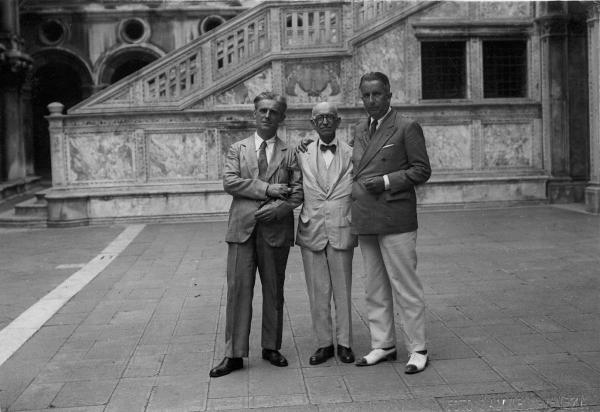
Gian Francesco Malipiero, Manuel de Falla e Alfredo Casella
a Venezia nel settembre 1934

Il linguaggio musicale di Malipiero è caratterizzato da un'estrema libertà formale; egli, infatti, ripudiò sempre la disciplina accademica della variazione a favore dell'espressione più anarchica e fantastica del canto, oltre a evitare fortemente il rischio di cadere nel descrittivismo della musica a programma. Fino alla metà degli anni cinquanta Malipiero rimase legato a una scrittura diatonica e ampia, rifacentesi allo strumentalismo italiano pre-ottocentesco e alla melopea gregoriana, per spostarsi progressivamente verso territori espressivamente più inquieti e tesi, che lo avvicinarono al totale cromatico, senza però che avvenisse in lui la conversione verso la pratica dodecafonica (i suddetti Dialoghi sono una testimonianza di tale sperimentazione). Più che abbandonare del tutto il proprio stile precedente, l'autore fu capace di reinventarlo in maniera personalissima e con grande spirito di aggiornamento. Non è difficile intravedere, in alcune pagine tarde, suggestioni provenienti dagli allievi Luigi Nono o Bruno Maderna.
Nonostante il suo isolamento artistico, Malipiero ebbe contatti con i massimi compositori del '900, come Igor' Fëdorovič Stravinskij, Ernest Bloch, David Diamond, Luigi Dallapiccola (che lo riconobbe come maggior genio musicale dopo la morte di Giuseppe Verdi), Hindemith, Sessions, Luciano Berio e, pur senza dar vita a una vera e propria scuola, ha lasciato un segno profondissimo e inconfondibile nella cultura musicale italiana. Fu zio del compositore Riccardo Malipiero.

## Opere principali

### Pagine sinfoniche
- Sinfonia del mare (1906)
- Sinfonie del silenzio e della morte (1908)
- Impressioni dal vero prima parte (1910)
- Impressioni dal vero seconda parte (1915)
- Pause del silenzio (1917)
- Cimarosiana (1921), cinque frammenti sinfonici da pezzi pianistici di Cimarosa
- Impressioni dal vero terza parte (1922)
- Concerti per orchestra (1931)
- Concerto n. 1 per pianoforte e orchestra (1931)
- Inni (1932)
- Sette Invenzioni (1933), concepite originariamente come colonna sonora per il film Acciaio di Walter Ruttmann
- Concerto n. 1 per violino e orchestra (1932)
- Sinfonia n. 1, in quattro tempi come le quattro stagioni (2 aprile 1934 al Teatro Comunale di Firenze diretta da Alfredo Casella)
- Sinfonia n. 2 "Elegiaca" (1936; prima esecuzione al Metropolitan Theatre di Seattle il 26 gennaio 1937).
- Concerto per violoncello e orchestra (1937)
- Concerto n.2 per pianoforte e orchestra (1937)
- Concerto a tre per violino, violoncello, pianoforte e orchestra (1938)
- Sinfonia n. 3 "Delle campane" (4 novembre 1945 diretta da Igor Markevich al Teatro Comunale di Firenze)
- Sinfonia n. 4 "In memoriam" (1946)
- Sinfonia n. 5 "Concertante in eco" (1947)
- Sinfonia n. 6 "Degli archi" (1947)
- Sinfonia n. 7 "Delle canzoni" (1948) al Teatro alla Scala di Milano diretta da Nino Sanzogno
- Concerto n. 3 per pianoforte e orchestra (1948)
- Concerto n. 4 per pianoforte e orchestra (1950)
- Sinfonia in un tempo (1950)
- Sinfonia dello Zodiaco (Quattro partite: dalla primavera all'inverno) (1951; prima esecuzione alla Victoria Hall di Losanna il 23 gennaio 1952)
- Vivaldiana (1952)
- Passacaglie (1952)
- Fantasie di ogni giorno (1953)
- Elegia capriccio (1953 al Teatro La Fenice di Venezia)
- Fantasie concertanti; per archi; per violino e orchestra; per violoncello e orchestra; per pianoforte e orchestra (1954)
- Dialogo V per viola e orchestra (quasi concerto) (1956)
- Dialogo VI per clavicembalo e orchestra (quasi concerto) (1956)
- Dialogo VII per due pianoforti e orchestra (concerto) (1956)
- Notturno di canti e balli (1957)
- Concerto n. 5 per pianoforte e orchestra (1958)
- Serenissima, sette canzonette veneziane per sassofono concertante e orchestra in tre movimenti (1961)
- Sinfonia per Antigenida (1962)
- Concerto n. 2 per violino e orchestra (1963)
- Sinfonia n. 8 (Symphonia brevis) (1964)
- Concerto n. 6 per pianoforte e orchestra (1964)
- Sinfonia n. 9 "Dell'Ahimè" (1966; prima esecuzione assoluta alla Filarmonica Nazionale di Varsavia il 21 settembre 1966).
- Sinfonia n. 10 "Atropo"" (1967)
- Concerto per flauto e orchestra (1968)
- Sinfonia n. 11 "Delle cornamuse" (1969)
- San Zanipolo (1969)
- Gabrieliana (1971)
- Omaggio a Belmonte (1971)

### Opere liriche
- L'Orfeide (1919-1922, Düsseldorf 1925), in tre parti:
  - I "La morte delle maschere",
  - II "Sette canzoni", (10 luglio 1920, Opéra national de Paris)
  - III "Orfeo"
- Tre commedie goldoniane (1920-1922, Darmstadt 1926) :
  - I "La bottega da caffè",
  - II "Sior Todero brontolon",
  - III "Le baruffe chiozzotte"
- Filomela e l'infatuato (1925, Praga 1928)
- Merlino mastro d'organi (1927)
- Torneo Notturno (1931, Bayerische Staatsoper di Monaco di Baviera diretto da Karl Elmendorff)
- La favola del figlio cambiato (libretto di Luigi Pirandello, 1933)
- Giulio Cesare (da Shakespeare (1935, Teatro Carlo Felice di Genova 1936 con Sara Scuderi, Maria Pedrini e Giovanni Inghilleri)
- Antonio e Cleopatra (da Shakespeare, 1937, Firenze 1938)
- Ecuba (da Euripide, Roma 1941)
- I capricci di Callot (da E.T.A. Hoffmann, 1942, Roma 1942)
- L'allegra brigata (1943, Milano 1950) - dramma lirico in 3 atti e 6 novelle, libretto del compositore - diretta nel Teatro alla Scala da Nino Sanzogno con Renato Capecchi, Fernando Corena, Gino Penno, Mario Carlin, Gino Del Signore, Angelo Mercuriali, Enrico Campi e Piero Guelfi
- La vita è sogno, Venezia 1944
- Mondi celesti e infernali (1949, Teatro La Fenice di Venezia 1961) diretta da Ettore Gracis con Magda Olivero, Florindo Andreolli, Mario Basiola ed Angelo Nosotti.
- Il figliuol prodigo (1952, Firenze 1957) - dramma in 5 scene - diretta nel Teatro della Pergola da Bruno Bartoletti con Fernando Corena
- Donna Urraca, atto unico, libretto del compositore (1954) nel Teatro Donizetti di Bergamo con Agostino Lazzari e Renato Capecchi
- Il festino, atto unico, libretto del compositore (1954) nel Teatro Donizetti di Bergamo con Cloe Elmo, Renato Capecchi ed Enrico Campi diretta da Ettore Gracis
- Venere prigioniera (1955, Firenze 1957) - commedia musicale in 2 atti, 1 intermezzo e 5 quadri, libretto del compositore - diretta nel Teatro della Pergola da Bruno Bartoletti con Fernando Corena
- Il marescalco (1960, Treviso 1969)
- Don Giovanni (1963, Teatro San Carlo di Napoli diretta da Bruno Maderna con Silvano Carroli)
- Rappresentazione e festa di Carnasciale e della Quaresima (Opera balletto, 1962, Teatro La Fenice di Venezia diretta da Nino Sanzogno con Mercuriali e Wladimiro Ganzarolli)
- Le metamorfosi di Bonaventura (Venezia 1966) nel Teatro La Fenice diretta da Ettore Gracis con Scipio Colombo ed Ugo Benelli
- Don Tartufo bacchettone (1966, Teatro La Fenice di Venezia 1970)
- Iscariota (1971, Teatro dei Rinnovati di Siena, 1971)
- Uno dei dieci (1971, Teatro dei Rinnovati di Siena 1971)

### Colonne sonore
- Acciaio, regia di Walter Ruttmann (1933)
- Don Bosco, regia di Goffredo Alessandrini (1935)
- Il giorno della salute, regia di Francesco Pasinetti - documentario (1948)
- Asolo - documentario  (1954)

### Musica da camera
- Sonata per violoncello e pianoforte (1907-1908)
- Armenia per pianoforte e violino (1918)
- Canto della Lontananza per violino e pianoforte (1919)
- Quartetto per archi n.1 "Rispetti e strambotti" (1920)
- Quartetto per archi n.2 "Stornelli e ballate" (1923)
- Ricercari per undici istrumenti (1925)
- Sonata a tre per violino, violoncello e pianoforte (1927)
- Quartetto per archi n.3 "Cantari alla madrigalesca" (1931)
- Epodi e giambi per violino, oboe, viola e fagotto (1932)
- Canto notturno per violino e pianoforte (1932)
- Quartetto per archi n.4 (1934)
- Sonata a cinque per flauto, arpa, viola, violino e violoncello (1934)
- Quartetto per archi n.5 "dei capricci" (1941-1950)
- Sonatina per violoncello e pianoforte (1942)
- Quartetto per archi n.6 "l'Arca di Noé" (1947)
- Quartetto per archi n.7 (1950)
- Sonata a quattro per flauto, oboe, clarinetto e fagotto (1954)
- Dialogo IV per cinque istrumenti a perdifiato (1956)
- Impromptu pastorale(1957) per oboe e pianoforte
- Le fanfaron de la fanfare (1958) per tromba e pianoforte
- Serenata mattutina per 10 strumenti (1959)
- Serenata per fagotto e 10 strumenti (1961)
- Macchine per 14 strumenti (1963)
- Quartetto per archi n.8 "per Elisabetta" (1964)
- Endecatode per 14 strumenti e percussione (1966)

### Composizioni vocali
- Sonetti delle Fate, su testo di Gabriele D'Annunzio (1909)
- Tre poesie di Angelo Poliziano (1920)
- San Francesco d'Assisi, mistero per soli, coro e orchestra (1920-1921, New York 1922)
- Quattro sonetti del Burchiello (1921)
- Due sonetti del Berni (1922)
- Le Stagioni Italiche per soprano e pianoforte (1923, Venezia 1925)
- La principessa Ulalia, cantata per tenore, coro misto e orchestra (1924; New York 1927)
- La Cena, cantata per coro e orchestra (1927, Rochester 1929)
- Commiato per una voce di baritono e orchestra (1934)
- La Passione, cantata per coro e orchestra (Roma 1935)
- De Profundis per una voce, viola e grancassa e pianoforte (Venezia 1937)
- Missa Pro Mortuis per baritono, coro e orchestra (Roma 1938)
- Quattro Vecchie Canzoni per voce e strumenti (1940, Washington 1941)
- Santa Eufrosina, mistero per soprano, due baritoni, coro e orchestra (Roma 1942)
- Le Sette Allegrezze d'Amore per voce e strumenti (Milano 1945)
- La Terra, dalle Georgiche di Virgilio (1946)
- Mondi celesti per soprano e dieci strumenti (1948, Capri 1949)
- La Festa della Sensa per baritono, coro e orchestra (1949-1950, Bruxelles 1954)
- Cinque favole, per una voce e piccola orchestra (1950)
- Passer mortus est, cantata per quattro voci miste a cappella, da Catullo(1952; Pittsburgh,1952)
- Preludio e morte di Macbeth per baritono e orchestra (1958, Milano 1960)
- L'asino d'oro, rappresentazione da concerto per baritono e orchestra (1959)
- Concerto dei concerti ovvero dell'uom malcontento, rappresentazione da concerto in 6 sezioni per baritono, violino concertante e orchestra (1960)
- Sette canzonette veneziane per voce e pianoforte (1960)
- Abracadàbra, suite vocale-strumentale per baritono e orchestra (1961)
- Ave Phoebae... dum quaeror per piccolo coro e 20 strumenti (1964)
- L'Aredodese, canti del popolo veneziano per voce recitante, coro e orchestra (1968)
- Agnus dei per soprano e organo (1971), inedito

### Musiche per balletto e di scena
- I selvaggi, balletto per il teatro delle marionette su libretto di Fortunato Depero (1918) al Teatro dei Piccoli di Roma
- La mascherata delle principesse prigioniere, azione coreografica in un atto su libretto di Henry Prunières (1919) al Théâtre Royal de la Monnaie di Bruxelles il 19 ottobre 1924
- Pantea, dramma sinfonico in 1 atto, libretto del compositore e Corrado Pavolini (1932) al Teatro Goldoni di Venezia diretta da Fritz Reiner con Ernesto Badini ed Attilia Radice
- Una festa a Mantova, balletto con la musica di Monteverdi (1936), rappresentata a Dortmund il 3 giugno 1958
- Stradivario (1948) al teatro San Carlos di Lisbona
- El mondo novo (1951) al teatro Argentina di Roma
- La lanterna magica, seconda versione di El mondo novo (1955)

### Musiche per piano
- 6 morceaux (6 pezzi) (1905)
- Bizzarrie luminose dell'alba, del meriggio, della notte (1908)
- 3 danze antiche (1910)
- Poemetti lunari (1909–10)
- Tre improvvisi per Pianola
- Impressioni (vor 1914)
- Preludi autunnali (1914)
- Poemi asolani (1916)
- Barlumi (1917)
- Maschere che passano (1918)
  - Risonanze (1918)
- La siesta (1920)
- A Claude Debussy (1920)
- Omaggi: a un pappagallo, a un elefante, a un idiota (1920)
- Cavalcate (1921)
- Il tarlo (1922)
- Pasqua di resurrezione (1924)
- 3 preludi e una fuga (1926)
- Epitaffio (1931)
- Prélude à une fugue imaginaire (1932)
- I minuetti di Ca'Tiepolo (1932)
- Preludio, ritmi e canti gregoriani (1937)
- Preludio e fuga (1940)
- Hortus conclusus (1946)
- Stradivario per due pianoforti (1955)
- Dialogo no.2 per due pianoforti (1955)
- 5 studi per domani (1959)
- Variazione sulla pantomima dell'"Amor brujo" di Manuel de Falla (1959)
- Bianchi e neri (1964)

### Musica strumentale
- Preludio per chitarra (1961)

## Pubblicazioni
- Il teatro (Bologna 1920)
- L'orchestra (Bologna 1920)
- I profeti di Babilonia (1924)
- Claudio Monteverdi (1930)
- La pietra del bando (1945)
- Stravinsky (1945)
- Cossì va lo Mondo (Venezia, 1946)
- L'armonioso labirinto (1946)
- Antonio Vivaldi (Piccola biblioteca Ricordi, Milano 1958).
- Il Filo d'Arianna (1966)
- Ti co mi e mi co ti (All'insegna del Pesce d'Oro, Milano 1966)
- Di palo in frasca (1967)
- Così parlò Claudio Monteverdi (1967)

## Film
- Nel 1985 il regista tedesco Georg Brintrup ha girato il film Poemi asolani dedicato a Malipiero.[5]

## Riconoscimenti
Nel 1968, l'Accademia dei Lincei gli ha conferito il Premio Feltrinelli per la Musica.